# 圣史若望堂 (拉文纳)
44°25′04″N 12°12′20″E / 44.417904°N 12.205526°E

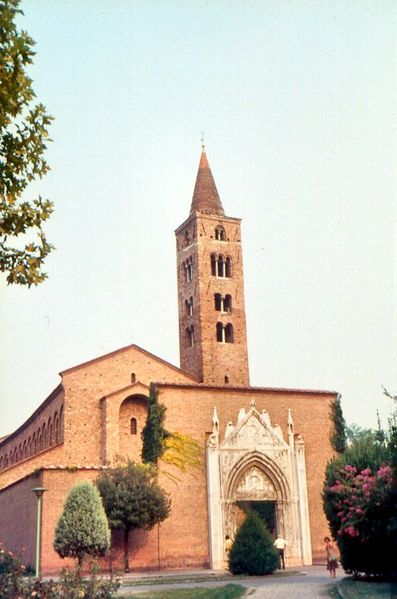
圣史若望堂

圣史若望堂（Chiesa di San Giovanni Evangelista）是意大利拉文纳的一座教堂，由罗马帝国公主加拉·普拉西提阿建于公元5世纪在中世纪，教堂附属于一所重要的本笃会修道院。在14世纪，教堂和修道院都被改建为哥特式。1747年，该堂的5世纪马赛克几乎完全移除。二战期间遭轰炸受损，战后修复。